# 光蓮寺 (飯山市)
光蓮寺（こうれんじ）は、長野県飯山市にある浄土真宗本願寺派の寺院。武田信玄の弟武田信繁の孫正善が開基とされる。宝暦3年（1753年）当寺で生まれた、雲室上人は江戸時代の画僧、学者として知られている。

## 交通アクセス
- JR東日本飯山線北飯山駅から徒歩すぐ

## 周辺
- 慶宗寺